# George Cukor
George Dewey Cukor (New York, 7 luglio 1899 – Los Angeles, 24 gennaio 1983) è stato un regista statunitense.

## Biografia
George Cukor nacque nel Lower East Side, un quartiere di Manhattan (New York), il 7 luglio 1899, figlio di Viktor Cukor e di Helén Ilona Gross, ambedue immigrati ungheresi di origine ebraica. Fin da piccolo, Cukor ebbe la passione per lo spettacolo tanto da organizzare, dall'età di dieci anni, recite tra amici. Attirato dal mondo dello spettacolo, interruppe gli studi di giurisprudenza (come da tradizione di famiglia) per lavorare nel teatro. Nel 1919 lavorò a Broadway per l'Edgar Selwyn Organisation nella compagnia dei fratelli Shubert. Dal 1920 al 1928 prese la direzione del Lyceum Theatre di Rochester, dove fece esordire, tra gli altri, Bette Davis, Ethel Barrymore, Miriam Hopkins e Robert Montgomery.
Nel 1926 esordì a Broadway come regista teatrale con un lavoro tratto da Il grande Gatsby di Francis Scott Fitzgerald. Nel 1929, chiamato a Hollywood con l'avvento del sonoro, fu dapprima direttore dei dialoghi in alcuni film, il più famoso dei quali è All'ovest niente di nuovo di Lewis Milestone. Grazie al suo talento, presto la Paramount gli affidò alcune co-regie e nel 1931 lo fece esordire come unico regista in Il marito ricco. Ottenne il suo primo grande successo l'anno successivo quando fu chiamato a dirigere Katharine Hepburn in Febbre di vivere; Cukor da allora la preferì a tutte le altre, principalmente per il suo carattere forte e brioso.
Lavorando in sodalizio con David O. Selznick, si spostò prima alla RKO e, a partire dal 1934, alla MGM dove rimase per venticinque anni imponendosi come "regista delle dive". Al 1933 risale la commedia Pranzo alle otto, una satira sociale con Jean Harlow. Sempre grazie a Cukor, nel 1936 la "divina" Greta Garbo diede il meglio di sé in Margherita Gauthier. Nel 1938 Cukor cominciò a dedicarsi alla preparazione di Via col vento, dirigendo i provini e scegliendo come protagonista femminile Vivien Leigh. Girò anche alcune scene del film, ma dopo sole tre settimane di riprese entrò in conflitto con il produttore Selznick e, su pressione di Clark Gable che sosteneva che nelle mani di Cukor il film sarebbe stato reso "troppo femminile", venne licenziato e sostituito da Victor Fleming. Per ben due volte diresse film con un cast completamente femminile: Donne (1939) e Peccatrici folli (1940), con attrici del calibro di Norma Shearer, Joan Crawford, Rosalind Russell e Rita Hayworth.
Negli anni quaranta e cinquanta diresse ancora Katharine Hepburn in una serie di successi, tra cui la commedia Scandalo a Filadelfia (1940), e le migliori commedie da lei interpretate al fianco di Spencer Tracy, tra cui La costola di Adamo (1949) e Lui e lei (1952). L'ultimo film della coppia Cukor-Hepburn risale al 1975 e si intitola Amore tra le rovine, lui aveva 76 anni, lei 68. Nel 1932 aveva scandalizzato tutti scagliandosi spietatamente, ma sempre con grande eleganza, contro il crudo mondo di Hollywood, nell'amaro A che prezzo Hollywood?, con Constance Bennett. Grazie alla sua direzione Ingrid Bergman vinse un Oscar per il film Angoscia del 1944. La regia di Cukor fece inoltre risaltare l'attrice Deborah Kerr all'attenzione della critica grazie al film Edoardo mio figlio del 1948.
Gli anni cinquanta si aprono con la commedia Nata ieri, con Judy Holliday, e col crudo attacco a Hollywood, È nata una stella (1954), remake di A che prezzo Hollywood?, una delle prove più impegnative di Judy Garland. Diresse poi Ava Gardner in Sangue misto e Anna Magnani in Selvaggio è il vento. Nel film Facciamo l'amore fece scoccare l'amore tra Marilyn Monroe e Yves Montand e riuscì dopo vari tentativi a dirigere Audrey Hepburn in My Fair Lady, col quale vinse l'Oscar come miglior regista. I suoi ultimi film furono Il giardino della felicità (1976) e Ricche e famose (1981).
George Cukor è considerato insieme a John Ford, Howard Hawks, Billy Wilder e Alfred Hitchcock uno dei più grandi registi degli anni trenta-sessanta. La Mostra internazionale d'arte cinematografica di Venezia gli tributò nel 1982 il Leone d'oro alla carriera.
Morì qualche ora dopo aver mandato gli auguri per il centesimo compleanno dell'attrice Estelle Winwood.

## Vita privata
Malgrado tutti a Hollywood sapessero dell'omosessualità di Cukor, egli cercò sempre di tenerla nascosta. Nelle interviste, quando gli veniva chiesto di parlare dei suoi amori e della sua vita sentimentale, si teneva sempre sul vago. Famosi a Hollywood erano i party che organizzava il sabato sera e a cui venivano invitate le maggiori star del momento. Meno conosciuto era il fatto che spesso i party si prolungavano fino alla domenica mattina, e che a queste colazioni domenicali venivano invitati solo gay e prostituti. Negli anni quaranta Cukor e Cole Porter facevano a gara su chi organizzasse i migliori party gay di Hollywood. Questa rivalità fece guadagnare loro il titolo di "The Rival Queens of Hollywood" ("le regine rivali di Hollywood").

## Filmografia

### Cinema
- Grumpy (1930), co-regia con Cyril Gardner
- Peccato virtuoso (The Virtuos Sin) (1930), co-regia con Louis J. Gasnier
- La famiglia reale di Broadway (The Royal Family of Broadway) (1930), co-regia con Cyril Gardner
- Il marito ricco (Tarnished Lady) (1931)
- Ragazze per la città (Girls About Town) (1931)
- Un'ora d'amore (One Hour with You) (1932) co-regia con Ernst Lubitsch
- A che prezzo Hollywood? (What Price Hollywood?) (1932)
- Febbre di vivere (A Bill of Divorcement) (1932)
- Labbra proibite (Rockabye) (1932)
- The animal kindom, co-regia con Edward H. Griffith (1932)
- I nostri superiori (Our Betters) (1932)
- Pranzo alle otto (Dinner at Eight) (1933)
- Piccole donne (Little Women) (1933)
- Le due strade (Manhattan Melodrama) (1934) co regia con W.S. Van Dyke e Jack Conway
- David Copperfield (Personal History, Adventures, Experience, and Observation of David Copperfield the Younger) (1935)
- Non più signore (No More Ladies) (1935)
- Il diavolo è femmina (Sylvia Scarlett) (1935)
- Giulietta e Romeo (Romeo and Juliet) (1936)
- Margherita Gauthier (Camille) (1936)
- Ho ritrovato il mio amore (I Met My Love Again) (1938)
- Incantesimo (Holiday) (1938)
- Zazà (1939)
- Donne (The Women) (1939)
- Via col vento (Gone with the Wind) (1939), prime tre settimane di riprese, poi terminato da Victor Fleming e da Sam Wood
- Peccatrici folli (Susan and God) (1940)
- Scandalo a Filadelfia (The Philadelphia Story) (1940)
- Volto di donna (A Woman's Face) (1941)
- Non tradirmi con me (Two-Faced Woman) (1941)
- Avventura all'Avana (Her Cardboard Lover) (1942)
- Prigioniera di un segreto (Keeper of the Flame) (1943)
- Resistance and Ohm's Law (1943) - cortometraggio
- Angoscia (Gaslight) (1944)
- Vittoria alata (Winged Victory) (1944)
- Desiderami (Desire me) (1947), prime settimane di riprese, poi terminato da Jack Conway
- Doppia vita (A Double Life) (1947)
- Edoardo mio figlio (Edward, My Son) (1949)
- La costola di Adamo (Adam's Rib) (1949)
- L'indossatrice (A Life of Her Own) (1950)
- Nata ieri (Born Yesterday) (1950)
- Mariti su misura (The Model and the Marriage Broker) (1951)
- Vivere insieme (The Marrying Kind) (1952)
- Lui e lei (Pat and Mike) (1952)
- L'attrice (The Actress) (1953)
- La ragazza del secolo (It Should Happen to You) (1954)
- È nata una stella (A Star Is Born) (1954)
- Sangue misto (Bhowani Junction) (1956)
- Brama di vivere (Lust for Life) (1956) - co regia con Vincente Minnelli
- Les Girls (1957)
- Selvaggio è il vento (Wild Is the Wind) (1957)
- La tua pelle brucia (Hot Spell) (1958) co-regia con Daniel Mann
- Il diavolo in calzoncini rosa (Heller in Pink Tights) (1960)
- Estasi (Song Without End) (1960), completamento del film lasciato incompiuto da Charles Vidor
- Facciamo l'amore (Let's Make Love) (1960)
- Sessualità (The Chapman Report) (1962)
- Something's Got to Give, incompiuto per la morte della protagonista Marilyn Monroe
- My Fair Lady (1964)
- Rapporto a quattro (Justine) (1969)
- In viaggio con la zia (Travels With My Aunt) (1972)
- Il giardino della felicità (The Blue Bird) (1976)
- Ricche e famose (Rich and Famous) (1981)

### Televisione
- Amore tra le rovine (Love among the ruins) (1975), film per la TV
- Il grano è verde (The Corn Is Green) (1979), film per la TV

## Spettacoli teatrali

### Regista
- Antonia, di Melchior Lengyel (anche co-regista) (Broadway, 20 ottobre 1925)
- The Great Gatsby, di Owen Davis (Broadway, 2 febbraio 1926)
- The Furies, di Zoë Akins (Broadway, 7 marzo 1928)
- Young Love, di Samson Raphaelson (Broadway, 30 ottobre 1928)
- Gypsy, di Maxwell Anderson (Broadway, 14 gennaio 1929)

### Attore
- A Regular Feller, di Mark Swan (Broadway, 15 settembre 1919)

## Riconoscimenti (parziale)
Premio Oscar
- 1934 - Candidatura miglior regista per Piccole donne
- 1941 - Candidatura miglior regista per Scandalo a Filadelfia
- 1948 - Candidatura miglior regista per Doppia vita
- 1951 - Candidatura miglior regista per Nata ieri
- 1965 - Miglior regista per My Fair Lady

Golden Globe
- 1963 - Candidatura miglior regista per Sessualità
- 1965 - Miglior regista per My Fair Lady